# 北海道道534号富沢日高三石停車場線
北海道道534号富沢日高三石停車場線（ほっかいどうどう534ごう とみさわひだかみついしていしゃじょうせん）は、北海道日高郡新ひだか町を結ぶ一般道道である。

## 概要

### 路線データ
- 起点：北海道日高郡新ひだか町三石富沢
- 終点：北海道日高郡新ひだか町三石旭町（JR北海道 日高本線 日高三石駅跡）
- 総距離：12.7 km（内、重複区間0.5 km）

## 歴史
- 1966年（昭和41年）3月31日 - 路線認定[1]。

## 地理

### 通過する自治体
- 日高振興局
  - 日高郡新ひだか町

### 主な接続道路
新ひだか町
- 北海道道1025号静内浦河線 - 三石富沢
- 国道235号 - 三石旭町（重複）
- 北海道道234号美河三石停車場線 - 三石旭町（重複）

### 沿線にある施設など
新ひだか町
- 蓬莱山公園